# Places (Jan Garbarek)
Places è un album in studio del sassofonista norvegese Jan Garbarek, pubblicato nel 1978.

## Tracce
1. Reflections – 15:08
2. Entering – 7:56
3. Going Places – 14:16
4. Passing – 11:18

## Formazione
- Jan Garbarek – sassofono tenore, sassofono soprano, sassofono alto
- John Taylor – piano, organo
- Bill Connors – chitarra
- Jack DeJohnette – batteria